# Живучка женевская
Живу́чка мохна́тая, или Живучка жене́вская (лат. Ájuga genevénsis) — многолетнее травянистое растение; вид рода Живучка семейства Яснотковые.

## Ботаническое описание

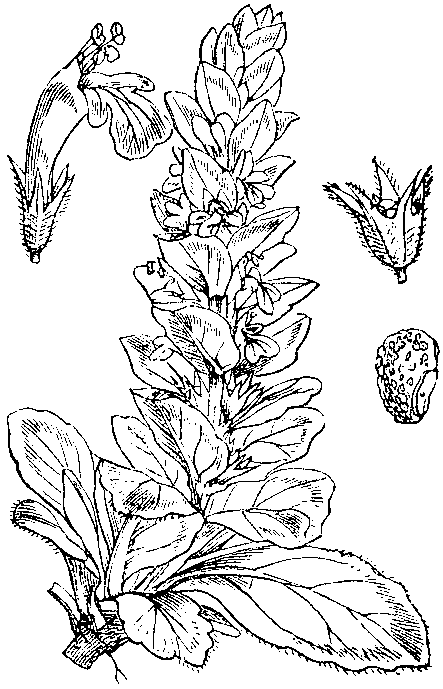
из книги Naše škodljive rastline (1892)

Высота растения до 50 см. Прикорневые листья живучки мохнатой продолговато-лопатчатые или обратнояйцевидные, отдалённо и крупно городчато-зубчатые, иногда почти цельнокрайные.
Нижние стеблевые листья живучки мохнатой продолговатые, в верхней части отдельно городчато-зубчатые.
Цветки живучки мохнатой голубого цвета. Цветение: апрель — июль.
Плоды растения — орешки до 3 мм длиной, волосистые, тёмно-бурого цвета.

## Распространение
Живучка мохнатая встречается в европейской части России во всех районах, кроме Карело-Мурманского, Двинско-Печорского и Нижневолжского, а также на Украине, в Молдове, Беларуси, в Армении, на Кавказе, в Средней Азии.
Общее распространение растения — вся Европа, кроме Арктики, Средиземноморье (включая Северную Африку), Балканский полуостров и Малая Азия, Иран, Афганистан, а также Китай.

## Химический состав растения
Живучка мохнатая содержит аукубин, флавоноиды, эфирное масло, фитол, гарпагид и дубильные вещества.

## Использование
Живучка мохнатая используется в медицине. Растение применяется как противовоспалительное, гемостатическое и ранозаживляющее. Экстракт и сок в условиях эксперимента проявляют выраженное гемостатическое свойство, активизируют сократительную деятельность миометрия.
Живучка мохнатая является медоносом.